# Allothereua manila
Allothereua manila är en mångfotingart som beskrevs av Chamberlin 1944. Allothereua manila ingår i släktet Allothereua och familjen spindelfotingar.
Artens utbredningsområde är Filippinerna. Inga underarter finns listade i Catalogue of Life.